# Saison 2007 de l'équipe cycliste Gerolsteiner
L'Équipe cycliste Gerolsteiner participait en 2007 au ProTour.

## Effectif
| Cycliste            | Date de naissance | Nationalité | Équipe 2006          |
| ------------------- | ----------------- | ----------- | -------------------- |
| Robert Förster      | 27.01.1978        | Allemagne   |                      |
| Markus Fothen       | 09.09.1981        | Allemagne   |                      |
| Thomas Fothen       | 06.04.1983        | Allemagne   |                      |
| Johannes Fröhlinger | 09.06.1985        | Allemagne   |                      |
| Oscar Gatto         | 01.01.1985        | Italie      |                      |
| Heinrich Haussler   | 25.02.1984        | Allemagne   |                      |
| Torsten Hiekmann    | 17.03.1980        | Allemagne   |                      |
| Tim Klinger         | 22.09.1984        | Allemagne   |                      |
| Bernhard Kohl       | 04.01.1982        | Autriche    | T-Mobile             |
| David Kopp          | 05.01.1979        | Allemagne   |                      |
| Sven Krauss         | 06.01.1983        | Allemagne   |                      |
| Sebastian Lang      | 15.09.1979        | Allemagne   |                      |
| Andrea Moletta      | 23.02.1979        | Italie      |                      |
| Volker Ordowski     | 09.11.1973        | Allemagne   |                      |
| Davide Rebellin     | 09.08.1971        | Italie      |                      |
| Matthias Russ       | 14.11.1983        | Allemagne   |                      |
| Ronny Scholz        | 24.04.1978        | Allemagne   |                      |
| Stefan Schumacher   | 21.07.1981        | Allemagne   |                      |
| Marcel Strauss      | 15.08.1976        | Suisse      |                      |
| Tom Stamsnijder     | 15.05.1982        | Pays-Bas    |                      |
| Fabian Wegmann      | 20.06.1980        | Allemagne   |                      |
| Carlo Westphal      | 25.11.1985        | Allemagne   |                      |
| Peter Wrolich       | 30.05.1974        | Autriche    |                      |
| Oliver Zaugg        | 09.05.1981        | Suisse      | Saunier Duval-Prodir |
| Beat Zberg          | 10.05.1971        | Suisse      |                      |
| Markus Zberg        | 27.06.1974        | Suisse      |                      |

## Victoires
Victoires sur le ProTour
| Date       | Course                                    | Pays      | Classe | Vainqueur         |
| ---------- | ----------------------------------------- | --------- | ------ | ----------------- |
| 18/03/2008 | 5e étape de Tirreno-Adriatico             | Italie    | PT     | Stefan Schumacher |
| 22/04/2008 | Amstel Gold Race                          | Pays-Bas  | PT     | Stefan Schumacher |
| 25/04/2008 | Flèche wallonne                           | Belgique  | PT     | Davide Rebellin   |
| 02/05/2008 | 1re étape du Tour de Romandie             | Suisse    | PT     | Markus Fothen     |
| 17/05/2008 | 5e étape du Tour d'Italie                 | Italie    | PT     | Robert Förster    |
| 11/06/2008 | 1re étape du Critérium du Dauphiné libéré | France    | PT     | Heinrich Haussler |
| 10/08/2008 | 1re étape du Tour d'Allemagne             | Allemagne | PT     | Robert Förster    |
| 11/09/2008 | 3e étape du Tour de Pologne               | Pologne   | PT     | David Kopp        |

Victoires sur les Circuits continentaux
| Date       | Course                                                 | Pays      | Classe            | Vainqueur |
| ---------- | ------------------------------------------------------ | --------- | ----------------- | --------- |
| 30/03/2008 | 4e étape de la Semaine internationale Coppi et Bartali | Italie    | Robert Förster    |           |
| 29/04/2008 | 5e étape du Tour de Basse-Saxe                         | Allemagne | Heinrich Haussler |           |
| 02/06/2008 | 4e étape du Tour de Bavière                            | Allemagne | Stefan Schumacher |           |
| 03/06/2007 | Classement général du Tour de Bavière                  | Italie    | Stefan Schumacher |           |
| 26/07/2007 | 1re étape du Brixia Tour                               | Italie    | Davide Rebellin   |           |
| 29/07/2007 | Classement général du Brixia Tour                      | Italie    | Davide Rebellin   |           |
| 12/08/2007 | 1re étape du Tour de l'Ain                             | France    | Beat Zberg        |           |
| 16/09/2007 | Tour de Nuremberg                                      | Allemagne | Fabian Wegmann    |           |

Championnats nationaux
| Date       | Course                            | Pays      | Classe | Vainqueur      |
| ---------- | --------------------------------- | --------- | ------ | -------------- |
| 25/06/2007 | Championnat de Suisse sur route   | Suisse    | CN     | Beat Zberg     |
| 01/07/2007 | Championnat d'Allemagne sur route | Allemagne | CN     | Fabian Wegmann |

## Classements UCI ProTour

### Individuel
Classement au ProTour 2007 des coureurs de l'équipe Gerolsteiner.
| Rang | Coureur           | Points |
| ---- | ----------------- | ------ |
| 2    | Davide Rebellin   | 197    |
| 24   | Stefan Schumacher | 78     |
| 76   | Fabian Wegmann    | 30     |
| 92   | Robert Förster    | 16     |
| 131  | Markus Fothen     | 8      |
| 143  | Oliver Zaugg      | 7      |
| 176  | Tom Stamsnijder   | 4      |
| 179  | Peter Wrolich     | 3      |
| 183  | David Kopp        | 3      |
| 196  | Heinrich Haussler | 3      |
| 232  | Sven Krauss       | 1      |

### Équipe
L'équipe Gerolsteiner a terminé à la 6e place avec 294 points.